# سوديكسو
سوديكسو (المعروفة سابقًا باسم سوديكسو أليانس ) هي شركة فرنسية للخدمات الغذائية وإدارة المرافق يقع مقرها في ضاحية باريس إيسي ليه مولينو.  تعد واحدة من أكبر الشركات متعددة الجنسيات في العالم، حيث يوجد بها 420.000 موظف يمثلون 130 جنسية ويتواجدون في 34000 موقع في 80 دولة.
بلغت الإيرادات في العام المالي 2010 (المنتهي في أغسطس 2009) 15.3 مليار يورو، وبلغت القيمة السوقية 6.5 مليار يورو. تمثل الإيرادات حسب المنطقة 38٪ في أمريكا الشمالية و 37٪ في أوروبا القارية و 8٪ في المملكة المتحدة وإيرلندا و 17٪ في أماكن أخرى.
تخدم سوديكسو العديد من القطاعات، بما في ذلك الشركات الخاصة والهيئات الحكومية والمدارس من مرحلة ما قبل المدرسة وحتى الجامعة (بما في ذلك المدارس والمدارس التجارية ) والمستشفيات والعيادات ومرافق المعيشة بمساعدة والقواعد العسكرية والسجون . اعتبارًا من عام 2016 ، قامت سوديكسو للخدمات القضائية بتشغيل خدمات الدعم في 122 سجنا في ثمانية بلدان، من بينها 42 في هولندا و 34 في فرنسا وغيرها في بلجيكا وإيطاليا وإسبانيا وشيلي، بالإضافة إلى تشغيل 5 سجون مباشرة في المملكة المتحدة.  

## روابط خارجية
- الموقع الرسمي
- حفظة الراحة